# Yoko Takahagi
Yoko Takahagi (高萩 陽子?, Takahagi Yoko; 17 aprile 1969) è un'ex calciatrice giapponese di ruolo difensore.

## Carriera

### Nazionale
Il 21 gennaio 1986, Takahagi è convocata nella Nazionale maggiore in occasione di una partita contro India. Takahagi ha disputato anche il Mondiale 1991. In tutto, Takahagi ha giocato 31 partite con la Nazionale nipponica.

## Statistiche

### Cronologia presenze e reti in nazionale
| Cronologia completa delle presenze e delle reti in nazionale ― Giappone | Cronologia completa delle presenze e delle reti in nazionale ― Giappone | Cronologia completa delle presenze e delle reti in nazionale ― Giappone | Cronologia completa delle presenze e delle reti in nazionale ― Giappone | Cronologia completa delle presenze e delle reti in nazionale ― Giappone | Cronologia completa delle presenze e delle reti in nazionale ― Giappone | Cronologia completa delle presenze e delle reti in nazionale ― Giappone | Cronologia completa delle presenze e delle reti in nazionale ― Giappone |
| Data                                                                    | Città                                                                   | In casa                                                                 | Risultato                                                               | Ospiti                                                                  | Competizione                                                            | Reti                                                                    | Note                                                                    |
| ----------------------------------------------------------------------- | ----------------------------------------------------------------------- | ----------------------------------------------------------------------- | ----------------------------------------------------------------------- | ----------------------------------------------------------------------- | ----------------------------------------------------------------------- | ----------------------------------------------------------------------- | ----------------------------------------------------------------------- |
| 21-1-1986                                                               | Giacarta                                                                | Giappone                                                                | 0 – 1                                                                   | India                                                                   | Mrs Suharto Cup                                                         | -                                                                       |                                                                         |
| 26-1-1986                                                               | Giacarta                                                                | Giappone                                                                | 7 – 0                                                                   | India                                                                   | Mrs Suharto Cup                                                         | -                                                                       |                                                                         |
| 7-3-1986                                                                | Tokyo                                                                   | Giappone                                                                | 0 – 2                                                                   | Taipei cinese                                                           | Amichevole                                                              | -                                                                       |                                                                         |
| 19-7-1986                                                               | Italia                                                                  | Italia                                                                  | 5 – 1                                                                   | Giappone                                                                | Mundialito 1986                                                         | -                                                                       |                                                                         |
| 21-7-1986                                                               | Italia                                                                  | Giappone                                                                | 3 – 0                                                                   | Messico                                                                 | Mundialito 1986                                                         | -                                                                       |                                                                         |
| 25-7-1986                                                               | Italia                                                                  | Giappone                                                                | 1 – 3                                                                   | Stati Uniti                                                             | Mundialito 1986                                                         | -                                                                       |                                                                         |
| 26-7-1986                                                               | Italia                                                                  | Giappone                                                                | 1 – 2                                                                   | Cina                                                                    | Mundialito 1986                                                         | -                                                                       |                                                                         |
| 18-9-1986                                                               | Tokyo                                                                   | Giappone                                                                | 1 – 2                                                                   | Italia                                                                  | Seiyu Cup                                                               | -                                                                       |                                                                         |
| 23-9-1986                                                               | Tokyo                                                                   | Giappone                                                                | 2 – 3                                                                   | Italia                                                                  | Seiyu Cup                                                               | -                                                                       |                                                                         |
| 14-12-1986                                                              | Hong Kong                                                               | Giappone                                                                | 0 – 2                                                                   | Cina                                                                    | Coppa d'Asia 1986                                                       | -                                                                       |                                                                         |
| 18-12-1986                                                              | Hong Kong                                                               | Giappone                                                                | 10 – 0                                                                  | Malaysia                                                                | Coppa d'Asia 1986                                                       | -                                                                       |                                                                         |
| 21-12-1986                                                              | Hong Kong                                                               | Giappone                                                                | 4 – 0                                                                   | Thailandia                                                              | Coppa d'Asia 1986                                                       | -                                                                       |                                                                         |
| 23-12-1986                                                              | Hong Kong                                                               | Giappone                                                                | 0 – 2                                                                   | Cina                                                                    | Coppa d'Asia 1986                                                       | -                                                                       |                                                                         |
| 4-8-1987                                                                | Taipei                                                                  | Taipei cinese                                                           | 3 – 1                                                                   | Giappone                                                                | Amichevole                                                              | -                                                                       |                                                                         |
| 9-8-1987                                                                | Kaohsiung                                                               | Taipei cinese                                                           | 2 – 1                                                                   | Giappone                                                                | Amichevole                                                              | -                                                                       |                                                                         |
| 2-12-1989                                                               | Hiratsuka                                                               | Giappone                                                                | 2 – 2                                                                   | Australia                                                               | Prima Cup                                                               | -                                                                       |                                                                         |
| 4-12-1989                                                               | Narashino                                                               | Giappone                                                                | 1 – 1                                                                   | Australia                                                               | Prima Cup                                                               | -                                                                       |                                                                         |
| 19-12-1989                                                              | Hong Kong                                                               | Giappone                                                                | 11 – 0                                                                  | Indonesia                                                               | Coppa d'Asia 1989                                                       | -                                                                       |                                                                         |
| 22-12-1989                                                              | Hong Kong                                                               | Hong Kong                                                               | 0 – 3                                                                   | Giappone                                                                | Coppa d'Asia 1989                                                       | -                                                                       |                                                                         |
| 24-12-1989                                                              | Hong Kong                                                               | Giappone                                                                | 14 – 0                                                                  | Nepal                                                                   | Coppa d'Asia 1989                                                       | -                                                                       |                                                                         |
| 29-12-1989                                                              | Hong Kong                                                               | Hong Kong                                                               | 0 – 9                                                                   | Giappone                                                                | Coppa d'Asia 1989                                                       | -                                                                       |                                                                         |
| 6-9-1990                                                                | Seul                                                                    | Corea del Sud                                                           | 1 – 13                                                                  | Giappone                                                                | Amichevole                                                              | -                                                                       |                                                                         |
| 9-9-1990                                                                | Pusan                                                                   | Corea del Sud                                                           | 0 – 5                                                                   | Giappone                                                                | Amichevole                                                              | -                                                                       |                                                                         |
| 27-9-1990                                                               | Pechino                                                                 | Cina                                                                    | 5 – 0                                                                   | Giappone                                                                | Giochi asiatici                                                         | -                                                                       |                                                                         |
| 29-9-1990                                                               | Pechino                                                                 | Giappone                                                                | 8 – 1                                                                   | Corea del Sud                                                           | Giochi asiatici                                                         | -                                                                       |                                                                         |
| 3-10-1990                                                               | Pechino                                                                 | Giappone                                                                | 3 – 1                                                                   | Taipei cinese                                                           | Giochi asiatici                                                         | -                                                                       |                                                                         |
| 6-10-1990                                                               | Pechino                                                                 | Giappone                                                                | 1 – 1                                                                   | Corea del Nord                                                          | Giochi asiatici                                                         | -                                                                       |                                                                         |
| 5-4-1991                                                                | Varna                                                                   | Giappone                                                                | 2 – 0                                                                   | Ungheria                                                                | Varna International Tournament                                          | -                                                                       |                                                                         |
| 28-5-1991                                                               | Fukuoka                                                                 | Giappone                                                                | 4 – 1                                                                   | Hong Kong                                                               | Coppa d'Asia 1991                                                       | -                                                                       |                                                                         |
| 1-6-1991                                                                | Fukuoka                                                                 | Giappone                                                                | 12 – 0                                                                  | Malaysia                                                                | Coppa d'Asia 1991                                                       | -                                                                       |                                                                         |
| 8-6-1991                                                                | Fukuoka                                                                 | Giappone                                                                | 0 – 5                                                                   | Cina                                                                    | Coppa d'Asia 1991                                                       | -                                                                       |                                                                         |
| Totale                                                                  |                                                                         | Presenze                                                                | 31                                                                      |                                                                         | Reti                                                                    | 0                                                                       |                                                                         |